# مارس أوبزرفر
كان المسبار الفضائي مارس أوبزرفر (بالإنجليزية: Mars Observer)، والمعروف أيضًا باسم مسبار المريخ لتتبع علم أرضه وعلم المناخ عليه، بمثابة مسبار فضائي روبوتي أطلقته ناسا في 25 سبتمبر 1992 ، لدراسة سطح المريخ والغلاف الجوي والمناخ والمجال المغناطيسي الخاص به. خلال مرحلة التنقل بين الكواكب، فقد الاتصال مع المركبة الفضائية في 21 أغسطس 1993 ، قبل ثلاثة أيام من الإدخال المداري . محاولات إعادة تأسيس الاتصالات مع المركبة الفضائية باءت بالفشل.

## خلفية المهمة

### التاريخ
في عام 1984، أولت لجنة استكشاف النظام الشمسي أهمية عالية لمهمة إلى المريخ. وأُطلق على المركبة الفضائية اسم مركبة تتبع المريخ الفضائية لعلوم الأرض/علم المناخ، وتم التخطيط لمدارها لتوسيع المعرفة بالمريخ استنادًا إلى المعلومات التي جُمعت من برنامج فايكنغ. كانت الأهداف الأولية للمهمة تتوقع أن يقدم المسبار بيانات عن المجال المغناطيسي الكوكبي، واكتشاف بصمات خط الطيف لمعادن على السطح، وتوفير صور للسطح بدقة 1 متر/بكسل وبيانات عن الارتفاعات الكروية.
كان من المقرر أصلاً إطلاق مركبة المريخ في عام 1990 باستخدام مكوك الفضاء. وتم اقتراح استخدام صاروخ مستهلك كبديل، إذا تم تصميم المركبة الفضائية لتتناسب مع بعض القيود. في 12 مارس 1987، تمت إعادة جدولة المهمة للإطلاق في عام 1992، بدلاً من المهام الأخرى المتراكمة (غاليليو وماجلان ويوليوس) بعد كارثة تحطم مكوك الفضاء تشالنجر. بالإضافة إلى التأخير في الإطلاق، أدت التجاوزات في الميزانية إلى إلغاء صكين لتلبية الإطلاق المخطط له في عام 1992. مع التطورات التي حدثت، تم الانتهاء من الأهداف الأساسية للعلوم.
- تحديد الطابع العالمي الأولي والمعدني للمادة السطحية.
- تحديد التضاريس العالمية وحقل الجاذبية لعالم كوكب المريخ.
- تحديد طبيعة المجال المغناطيسي المريخ.
- تحديد التوزيع الزمني والمكاني، وفرة المصادر، ومصارف المواد المتطايرة والغبار على مدار دورة موسمية.
- استكشاف هيكل جريان الغلاف الجوي .

تقدر التكلفة الإجمالية للبرنامج بمبلغ 813 مليون دولار.

## التداعيات
تم تشكيل برنامج استكشاف المريخ رسميًا في أعقاب فشل مارس أوبزرفر في سبتمبر 1993. أهداف هذا البرنامج تشمل تحديد موقع الماء ، والتحضير للبعثات المأهولة إلى المريخ.

## روابط خارجية
- إطلاق المريخ أوبزرفر مجموعة صحفية نسخة محفوظة 4 مارس 2016 على موقع واي باك مشين.
- نبذة عن مهمة المريخ الأوبزرفر عن طريق استكشاف النظام الشمسي التابع لناسا
- المريخ المراقب في NSSDC ماستر كتالوج
- فقدان المريخ المراقب في أنظمة مالين لعلوم الفضاء. نسخة محفوظة March 27, 2010, على موقع واي باك مشين.
- ناسا - المريخ المراقب